# Изпълнителен продуцент
Вижте пояснителната страница за други значения на продуцент.
Изпълнителният продуцент е продуцент, който не е ангажиран с техническите аспекти по правенето на филм или музика, но все пак е отговорен за цялостната продукция. В телевизията, изпълнителните продуценти могат да бъдат три вида: традиционни такива, главни сценаристи и шоурънъри.